# Radio Voce della Speranza
Radio Voce della Speranza è un circuito radiofonico italiano, affiliato dal 1971 al circuito radiofonico internazionale di Adventist World Radio (AWR), portavoce del messaggio della Chiesa cristiana avventista del settimo giorno.
Trasmette in FM i servizi di culto da 15 stazioni situate in altrettante località italiane, tra le quali la sede principale è situata a Roma. RVS ha anche stazioni in DAB+ in quasi tutte le regioni d'Italia ad eccezione di Valle d'Aosta, Molise, Calabria, un servizio streaming via internet, app per dispositivi mobili e irradia il proprio palinsesto anche via satellite HotBird 13F(11.642 MHz), oltre che sulla piattaforma Tivùsat.
RVS è anche stata attiva sulle onde corte nel quadro della syndication AWR; dopo la dismissione del proprio trasmettitore situato a Forlì, la trasmissione avveniva sui 9610 kHz dal trasmettitore di Nauen, in Germania, la domenica mattina fino ad ottobre 2024. Il programma era un "contenitore" Magazine RVS, al cui interno andava in onda, nei primi 30 minuti, Spazio Obiettivo DX (programma dedicato al mondo del radioascolto e delle telecomunicazioni, erede dei precedenti Studio DX e Obiettivo DX), e nei restanti 30 una selezione di contenuti di Radio RVS.
Il palinsesto del circuito, oltre a una selezione musicale sempre aggiornata e attenta alle nuove uscite, offre programmi di natura religiosa, sociale, culturale, scientifica e di informazione. I programmi presentano spesso interlocutori da diverse realtà del mondo dell'associazionismo, del volontariato, oltre che a enti governativi, esponenti religiosi di diverse confessioni. 